# 2世纪国家领导人列表

## 非洲
- 库施
  - 国王：Teqerideamani I（90年－114年）
  - 国王：Tamelerdeamani（114年－134年）
  - 国王：Adeqetali（134年－140年）
  - 国王：Takideamani（140年－155年）
  - 国王：Tarekeniwal（155年－170年）
  - 国王：Amanikhalika（170年－175年）
  - 国王：Aritenyesbokhe（175年－190年）
  - 国王：Amanikhareqerem（190年－200年）
  - 国王：Teritedakhatey（200年－215年）

## 亚洲
- 中国
  - 东汉：
    - 皇帝：汉和帝（88年－105年）
    - 皇帝：汉殇帝（105年－106年）
    - 皇帝：汉安帝（106年－125年）
    - 皇帝：刘懿（125年）
    - 皇帝：汉顺帝（125年－144年）
    - 皇帝：汉冲帝（144年－145年）
    - 皇帝：汉质帝（145年－146年）
    - 皇帝：汉桓帝（146年－167年）
    - 皇帝：汉灵帝（167年－189年）
    - 皇帝：刘辩（189年）
    - 皇帝：汉献帝（189年－220年）
- 于阗
  - 国王：广德（60年－110年）
  - 国王：放前（110年－132年）
  - 国王：建（132年－152年）
  - 国王：安国（152年－182年）
- 焉耆
  - 国王：元孟（94年－127年之后）
- 鄯善
  - 国王：广（74年－112年）
  - 国王：尤还（112年－124年）
- 拘弥
  - 國王：兴（？－129年）
  - 國王：成国（132年－175年）
  - 國王：定兴（175年－？）
- 龟兹
  - 國王：白霸（91年－110年）
  - 國王：白英（110年－127年）
- 疏勒
  - 國王：成大（84年－100年代）
  - 國王：安国（110年代左右）
  - 國王：遗腹（119年）
  - 國王：臣磐（？－168年）
  - 國王：和得（168年－？）
- 烧当羌
  - 君主：迷唐（87年－101年）
  - 君主：东号（89年－107年）
  - 君主：麻奴（107年－124年）
  - 君主：犀苦（124年－？）
  - 君主：那离（138年－139年）
- 先零羌
  - 君主：滇零（108年－112年）
  - 君主：零昌（112年－117年）
- 北匈奴
  - 单于：逢侯（94年 - 118年）
- 南匈奴
  - 单于：万氏尸逐侯鞮单于檀（98年－124年）
  - 单于：乌稽侯尸逐鞮单于拔（124年－128年）
  - 单于：去特若尸逐就单于休利（128年－140年）
  - 单于：车纽（140年－143年）
  - 单于：呼兰若尸逐就单于兜楼储（143年－147年）
  - 单于：伊陵尸逐就单于居车儿（147年－172年）
  - 单于：屠特若尸逐就单于（172年－178年）
  - 单于：呼徵（178年－179年）
  - 单于：羌渠（179年－188年）
  - 单于：须卜骨都侯（188年－189年）
  - 单于：持至尸逐侯单于於夫罗（188年－195年）
  - 单于：呼厨泉（195年－216年）
- 扶餘國
  - 国王：夫台（167年－204年）
- 林邑
  - 国王：區連（192年－？）
- 朝鲜半岛
  - 百济：
    - 国王：己娄王（77年－128年）
    - 国王：盖娄王（128年－166年）
    - 国王：肖古王（166年－214年）

  - 高句丽：
    - 国王：太祖王（53年－146年）
    - 国王：次大王（146年－165年）
    - 国王：新大王（165年－179年）
    - 国王：故国川王（179年－197年）
    - 国王：山上王（197年－227年）

  - 新罗：
    - 国王：婆娑尼师今（80年－112年）
    - 国王：祇摩尼师今（112年－134年）
    - 国王：逸圣尼师今（134年－154年）
    - 国王：阿达罗尼师今（154年－184年）
    - 国王：伐休尼师今（184年－196年）
    - 国王：奈解尼师今（196年－230年）
- 日本
  - 天皇：景行天皇（71年－130年）
  - 天皇：成务天皇（131年－190年）
  - 天皇：仲哀天皇（192年－200年）
  - 摄政：神功皇后（200年－270年）
  - 女王？：卑弥呼（？－248年）
- 印度
  - 摩腊婆（西薩特拉普王朝），优禅尼的塞人大总督
    - 君主：Bhumaka (?–119)
    - 君主：Nahapana (119–124)
    - 君主：Chastana (c. 78-130)
    - 君主：Jayadaman
    - 君主：楼陀罗陀曼（一世）Rudradaman I (c. 130–150)
    - 君主：Damajadasri I (170–175)
    - 君主：Jivadaman (175, d. 199)
    - 国王：Rudrasimha I (175–188, d. 197)
    - 君主：Isvaradatta (188–191)
    - 君主：Rudrasimha I (restored) (191–197)
    - 君主：Jivadaman (restored) (197–199)
    - 君主：Rudrasena I (200–222)

  - 泰米尔哲罗（Chera）王朝
    - 君主：Cheran Chenguttuvan（61年－140年）
    - 君主：Kottambalathu tunjiya Maakothai（140年－150年）
    - 君主：Cheraman mudangi kidantha Nedumcheralathan（150年－160年）
    - 君主：Cheraman Kanaikkal Irumborai（160年－180年）
    - 君主：Cheraman Ilamkuttuvan（180年－200年）

- 贵霜帝国
  - 国王：索特尔·麦格斯（80年－105年）
  - 国王：阎膏珍（105年—127年）
  - 国王：迦膩色伽一世（127年—147年）
  - 国王：婆湿色伽（151年—155年）
  - 国王：胡毗色伽（155年—187年）
  - 国王：韦苏提婆一世（191年—最少至230年）

## 欧洲
- 高加索伊比里亚
  - 国王：阿佐克（Mihrdat I）（58年－106年）
  - 国王：阿姆扎斯普一世（106年－116年）
  - 国王：法斯曼二世（116年－132年）
  - 国王：拉达米斯特（132年－145年）
  - 国王：法斯曼三世（145年－185年）
  - 国王：阿姆扎斯普二世（185年－189年）
  - 国王：列夫一世（189年－216年）
- 达契亚
  - 国王：德凯巴鲁斯（87年－106年）
- 爱尔兰（High King of Ireland）
  - 君主：Tuathal Techtmar（80年－100年）
  - 君主：Mal mac Rochride（100年－104年）
  - 君主：Fedlimid Rechtmar（104年－113年）
  - 君主：Cathair Mór（113年－116年）
  - 君主：Conn Cétchathach（116年－136年）
  - 君主：Conaire Cóem（136年－143年）
  - 君主：Art mac Cuinn（143年－173年）
  - 君主：Lugaid mac Con（173年－203年）
- 罗马帝国
  - 皇帝：图拉真（98年－117年）
  - 皇帝：哈德良（117年－138年）
  - 皇帝：安敦宁·毕尤（138年－161年）
  - 皇帝：马可·奥勒留（161年－180年）
  - 皇帝：维鲁斯（161年－169年）
  - 皇帝：康茂德（177年－192年）
  - 皇帝：佩蒂纳克斯（193年）
  - 皇帝：尤利安努斯（193年）
  - 皇帝：塞普蒂米烏斯·塞維魯（193年－211年）

## 中东
- 亚美尼亚
  - 国王：Sanatruces（88年－110年）
  - 国王：阿克西达瑞斯（Axidares）（110年－113年）
  - 国王：帕尔塔马西里斯（Parthamasiris）（113年－114年）
  - 国王：沃洛吉斯一世（117/8年－144年）
  - 国王：苏赫莫（Sohaemus）（144年－161年；163/4年－186?年）
  - 国王：帕科罗斯（Bakur）（161年－164年）
  - 国王：沃洛吉斯二世（186年－198年）
  - 国王：霍斯罗夫一世（198年－217年）
- 奈巴提亚
  - 国王：拉贝尔二世（Rabbel II Soter）（70年－106年）
- 奥斯若恩
  - 国王：Sanatruk（91年－109年）
  - 国王：Abgar Vii bar Ezad（109年－116年）
  - 国王：Yalur（118年－122年）
  - 国王：Parthamaspates（118年－123年）
  - 国王：Ma'nu VII bar Ezad（123年－139年）
  - 国王：Ma'nu VIII bar Ma'nu（139年－163年）
  - 国王：Wa'il bar Sahru（163年－165年）
  - 国王：Ma'nu VIII bar Ma'nu（165年－167年）
  - 国王：Abgar VIII（167年－177年）
  - 国王：Abgar IX（177年－212年）
- 安息
  - 国王：帕科罗斯二世（78年－105年）
  - 国王：奥斯罗埃斯一世（109年－129年）
  - 国王：沃洛吉斯三世（110年－147年）
  - 国王：帕尔塔马斯帕提斯（116年－117年）
  - 国王：萨纳特鲁斯二世（116年）
  - 国王：米特里达梯五世（129年－140年）
  - 国王：沃洛吉斯四世（147年－191年）
  - 国王：奥斯罗埃斯二世（191年）
  - 国王：沃洛吉斯五世（191年－208年）